# الركب (جبلة)

تعديل مصدري - تعديل

الركب محلة تابعة لقرية الحيثجة، التابعة لعزلة المعشار بمديرية جبلة إحدى مديريات محافظة إب في الجمهورية اليمنية.، بلغ تعداد سكانها 71 حسب تعداد اليمن لعام 2004.